# Anisonchinae
Anisonchinae es una subfamilia extinta de condilartros de la familia Periptychidae endémica de Norteamérica durante el Paleoceno temprano que vivieron hace 65 a 63,3 millones de años.